# Зилов, Владислав Александрович
Владисла́в Алекса́ндрович Зи́лов (23 декабря 1886 — 30 сентября 1965, Монтаржи, Франция) — офицер русского императорского флота, Черноморского флота Русской армии и Русской эскадры; капитан 2-го ранга.

## Биография
Родился в семье Александра Николаевича и Маргариты Никандровны Зиловых, младший брат капитана 2-го ранга Александра Александровича Зилова.
В 1907 году окончил Морской корпус. В 1908 году произведён в мичманы, 25 марта 1912 — в лейтенанты.
В период гражданской войны служил в составе Вооружённых сил Юга России; с 1920 года — старший офицер на крейсере «Генерал Корнилов». 28 марта 1920 года произведён к капитаны 2-го ранга. До эвакуации Крыма — в составе Черноморского флота. К 21 ноября 1920 года — командир эсминца «Зоркий», 26 декабря 1920 привёл его в Бизерту. В 1921 году находился в Бизерте в составе Русской эскадры. С марта 1922 года состоял в правлении Бизертского Союза русских воинов в лагере Надор, в июле-октябре 1922 — в лагере Ремель.
Эмигрировал во Францию, в 1930-е годы жил в Париже.
Скончался 30 сентября 1965 года в Монтаржи, похоронен там же.

## Семья
Жена — Анна Ивановна Зилова (1886 — ?).